# دارين روز
دارين روز (بالإنجليزية: Darren Rowse)، وهو من أبرز المدونين، وناشط على الشبكة العنكبوتية، ولد في 27 أبريل 1972 ويعيش في ملبورن، أستراليا. عرفت مدونته نجاحا، وتصنيفا متقدما على موقع أليكسا.

## البداية
كان دارين روز قبل خوض غمار التدوين وبروز علو كعبه في المجال التقني والمعلوماتي فيما يخص ميدان التدوين، فتحولت حياته تماما من مجرد عامل غير رسمي في إحدى متاجر الإلكترونيات ومساعد في كنيسة، إلى أحد أكبر المدونين الرقميين في العالم.
ابتدأت أولى خطوات دارين روز مع عالم التدوين من خلال إنجازه مقالاً يساعد المتصفحين ويشرح لهم طريقة التدوين، على شبكة ستامبل أبون، وعند نشر تدوينته تمكنت من تسجيل رقما جد متقدم في عدد الزوار على مدونته من كل أنحاء العالم، للاستفادة من خبرته، مما جعله يفكر جديا بتغيير نشاطاته ويركز على عالم التدوين، ليصبح فيما بعد أحد أهم المصادر المعلوماتية عن الأمور المتعلقة بالتدوين.
أنشأ دارين روز 20 مدونة مختلفة، قبل أن يستقر تركيزه على ثلاثة منهم إلى سنة 2013، واحدة منهم اسمها بروبلوغر (Problogger)
 و هي أهم مدوناته الثلاثة.
تضم مقالات ومعلومات عن مجال التدوين كما تشرح كيفية التدوين للمبتدئين وغير المتخصصين، كما قام بإثراءها بمعلومات عن الإمكانات المتاحة لجعل مدونة ناجحة مصدرا للكسب المادي على الإنترنت.
في 22 مايو 2009، تقدمت مدونته بروبلوغر Problogger إلى المركز الثاني في قائمة المدونات العالمية، حسب موقع Technorati المتخصص في مجال التدوين والمدونات.
كما وقع له حضوراً في مجال التأليف حيث قام بتأليف كتبا عن التدوين، جعلها كنسخ إلكترونية تباع من خلال مدونته.

## جوائز
حصل دارين على بعض الجوائز العالمية أهمها: 
- سنة 2006 حصل دارين روز على جائزة أفضل مدونة.
- سنة 2007 حصل على لقب «الشخص الأكثر شهرة على الإنترنت» عام 2007.

أصبح دارين روز يقوم بإنجاز بعض المؤتمرات العالمية عن التدوين كان من بينها في ميلبورن – بأستراليا سنة 2011